# Brothers in Arms
Brothers in Arms – piąty studyjny album grupy Dire Straits, wydany w 1985 roku. Jest to jeden z pierwszych rockowych albumów wydanych w formacie CD. Został nagrany w studiach nagrań Air Studios na Montserrat, Air Studios w Londynie i w Power Station w Nowym Jorku.

## Historia
W trakcie nagrywania tej płyty grupę opuścił drugi gitarzysta Hal Lindes, dlatego wszystkie partie gitarowe zostały nagrane przez Marka Knopflera.
Na pierwszym singlu wydano piosenki „So Far Away” i „Walk of Life”, dotarł on do 20. miejsca na listach przebojów w Anglii. Album ukazał się 13 maja 1985 i natychmiast uzyskał status „platynowej płyty” (tylko dzięki zamówieniom jeszcze przed pojawieniem się płyty), był to pierwszym album w Anglii który dostał „platynową płytę” już w przedsprzedaży. Wszedł na pierwsze miejsce listy przebojów 25 maja i utrzymał tę pozycję przez 3 tygodnie (17 czerwca pierwsze miejsce zajął album Bryana Ferry’ego Boys and Girls, na którym na gitarach grał Mark Knopfler).
Dwie piosenki z Brothers in Arms zostały użyte w serialu Miami Vice – „Brothers in Arms” w odcinku pt. „Out Where the Buses Don’t Run” i „Ride Across the River” w „Knock”.
Utwór „Brother in Arms” wykorzystano również w kanadyjskim serialu „Na Południe” w 3 odcinku 3 serii. Piosenka „Brothers in Arms” została także wykorzystana
w serialu Prezydencki poker (The West Wing) – w nagrodzonym nagrodą Emmy odcinku „Two Cathedrals” oraz w filmie pt. Zawód Szpieg (Spy Game) z Robertem Redfordem w roli głównej, a także w filmie What Just Happened z Robertem De Niro.
Brothers in Arms dotarło do pierwszego miejsca na listach przebojów w Kanadzie, Stanach Zjednoczonych, Brazylii, Austrii, Belgii, Danii, Finlandii, Francji, Niemczech, Grecji, Islandii, Norwegii, Portugalii, Hiszpanii, Szwecji, Szwajcarii, Anglii, Turcji, Jugosławii, Australii, Nowej Zelandii, Hongkongu, Izraelu i RPA. Album dotarł do pierwszej dziesiątki list przebojów w każdym kraju, w którym był oficjalnie wydany. W Polsce piosenka „Brothers in Arms” jedenaście razy została wybrana przez słuchaczy Trójki w Topie Wszech Czasów.
10 sierpnia wydano następny singel z tej płyty „Money for Nothing/Love Over Gold (live)”, dotarł do 4. miejsca na liście przebojów w Anglii.
31 sierpnia Brothers in Arms doszło do 1. miejsca na liście przebojów w USA i utrzymało tę pozycję przez 9 tygodni, a singel „Money for Nothing” (zilustrowany nowatorskim wideoklipem) został pierwszym singlem Dire Straits, który sprzedano w ilości ponad miliona egzemplarzy w samych tylko Stanach Zjednoczonych.
W grudniu zostaje wydany następny singel „Brothers in Arms/Going Home (live)”. Dociera on tylko do 16. miejsca w Anglii. Był to pierwszy komercyjnie wydany singel w Anglii w formacie CD (limitowana edycja 400 egzemplarzy).
25 stycznia 1986 „Walk of Life/One World” dochodzi do 7. miejsca w Ameryce, a angielska wersja tego singla „Walk of Life/Two Young Lovers (Live)” w lutym dociera do 2. miejsca na listach przebojów w Anglii.
26 kwietnia singel „So Far Away/If I Had You” pojawia się na amerykańskich listach na 19. miejscu, a w maju „Your Latest Trick/Irish Boy” osiąga w Anglii 26. miejsce.
Do połowy roku 1986 Brothers in Arms otrzymał status sześciokrotnej platynowej płyty w Anglii, dziesięciokrotnie platynowej płyty w Kanadzie, sześciokrotnie platynowej płyty w Stanach Zjednoczonych i piętnastokrotnie platynowej płyty w Nowej Zelandii. W Australii album ten utrzymał się na pierwszym miejscu list przebojów dłużej niż jakakolwiek inna płyta w historii, a na całym świecie Brothers in Arms został najlepiej sprzedającą się płytą CD do tej pory wydaną.
15 września wideoklip do „Money for Nothing” wygrywa nagrodę w kategoriach „Best Video” i „Best Group Video” w konkursie organizowanym przez MTV.
9 lutego 1987 Brothers in Arms otrzymał nagrodę Brit za najlepszy angielski album, a 24 stycznia teledysk do „Brothers in Arms” otrzymał nagrodę Grammy za „Best Music Video”.
1 sierpnia 1987 r. „Money for Nothing” zostało pierwszą piosenką wyemitowaną przez stację telewizyjną MTV Europe, a we wrześniu Mark Knopfler otrzymał trzy nagrody ASCAP za piosenki „So Far Away”, „Money for Nothing” i „Walk of Life”.
Do grudnia tego roku sprzedano w samej tylko Anglii trzy miliony kopii tego albumu. Na liście najlepiej sprzedających się płyt zajmuje on do tej pory drugie miejsce (za singlem „Do They Know It’s Christmas” nagranym przez Band Aid).
11 czerwca 1988 r., po koncercie na Wembley zorganizowanym z okazji 70. urodzin Nelsona Mandeli (na którym to koncercie Dire Straits zagrało wspólnie z Erikiem Claptonem) Brothers in Arms ponownie wchodzi do pierwszej dwudziestki list przebojów w Anglii (łącznie album ten jest nieustannie notowany na listach przebojów w tym kraju od 162 tygodni).
15 czerwca 1996 r., Brothers in Arms ponownie weszło na listy przebojów w Anglii na miejscu 19. w specjalnym wydaniu po cyfrowym remasteringu.
26 września 1998 r., Brothers in Arms przebywa już na angielskich listach nieustannie od 222 tygodni, uzyskuje status trzynastokrotnej platynowej płyty – w Anglii sprzedano 3,9 miliona egzemplarzy tej płyty.
Do tej pory sprzedano ponad 35 milionów kopii tego albumu na całym świecie.
W 2003 album został sklasyfikowany na 351. miejscu listy 500 albumów wszech czasów magazynu Rolling Stone.
W 2005 ukazało się „jubileuszowe” wydanie albumu w formacie SACD, zmiksowane na nowo z dźwiękiem Dolby Surround 5.1.
W 2019 w Polsce album uzyskał status złotej płyty, a w 2023 – platynowej.

## Lista utworów
1. „So Far Away” – 5:12
2. „Money for Nothing” – 8:26
3. „Walk of Life” – 4:12
4. „Your Latest Trick” – 6:33
5. „Why Worry” – 8:31
6. „Ride Across the River” – 6:57
7. „The Man’s Too Strong” – 4:40
8. „One World” – 3:40
9. „Brothers in Arms” – 6:59

Wszystkie utwory autorstwa Marka Knopflera z wyjątkiem „Money for Nothing”, którego współautorem jest Sting.

## Twórcy
- Mark Knopfler – gitary, śpiew
- John Illsley – gitara basowa, śpiew
- Guy Fletcher – instrumenty klawiszowe, śpiew
- Alan Clark – instrumenty klawiszowe
- Omar Hakim – perkusja
- Terry Williams – perkusja
- Sting – śpiew w „Money for Nothing”
- Chris White – saksofon